# University of Zimbabwe
University of Zimbabwe (UZ) — uczelnia państwowa znajdująca się w Harare. Została założona w 1952 roku i początkowo był powiązany z Uniwersytetem w Londynie. Obecną nazwę stosuje się od 1980 roku, od dnia uzyskania niepodległości przez Zimbabwe.  

## Struktura uczelni
Na uczelni można studiować na 10 wydziałach na 74 różnych kierunkach, a także na studiach podyplomowych. W skład uczelni wchodzą:
- Wydział Rolnictwa Środowisko i Systemy Żywnościowe
- Wydział Sztuk Pięknych i Nauk Humanistycznych
- Wydział Nauk o Zarządzaniu Biznesem i Ekonomii
- Wydział Edukacji
- Wydział Inżynierii i Środowiska Budowlanego
- Wydział Prawa
- Wydział Lekarski i Nauk o Zdrowiu
- Wydział Nauki
- Wydział Nauk Społecznych i Behawioralnych
- Wydział Nauk Weterynaryjnych

Na uczelni pracuje 140 profesorów oraz 345 doktorów. 
Kampus akademicki zajmuje obszar 299 Ha i składa się z 171 budynków. Ponadto uczelnia zajmuje również 46 budynki poza kampusem w Bulawayo oraz Kariba. 